# Neer
Neer (en limbourgeois Naer) est un village néerlandais situé dans la commune de Leudal, dans la province du Limbourg néerlandais. Le 1er janvier 2007, le village comptait 3 449 habitants.

## Histoire
Le 1er janvier 1991, la commune de Neer perd son indépendance. Elle est alors rattachée à la commune de Roggel. Dès le 1er janvier 1993, le nom de cette commune est changé en Roggel en Neer.